# Ininy
Ininy [iˈninɨ] (tiếng Đức: Ihnau) là một ngôi làng thuộc khu hành chính của Gmina suchań, thuộc hạt Stargard, West Pomeranian Voivodeship, ở phía tây bắc Ba Lan. Nó nằm khoảng 8 kilômét (5 mi)   về phía đông của Thatań, 28 km (17 mi) về phía đông của Stargard và 60 km (37 mi) về phía đông của thủ đô khu vực Szczecin.